# Балтийское неоязычество

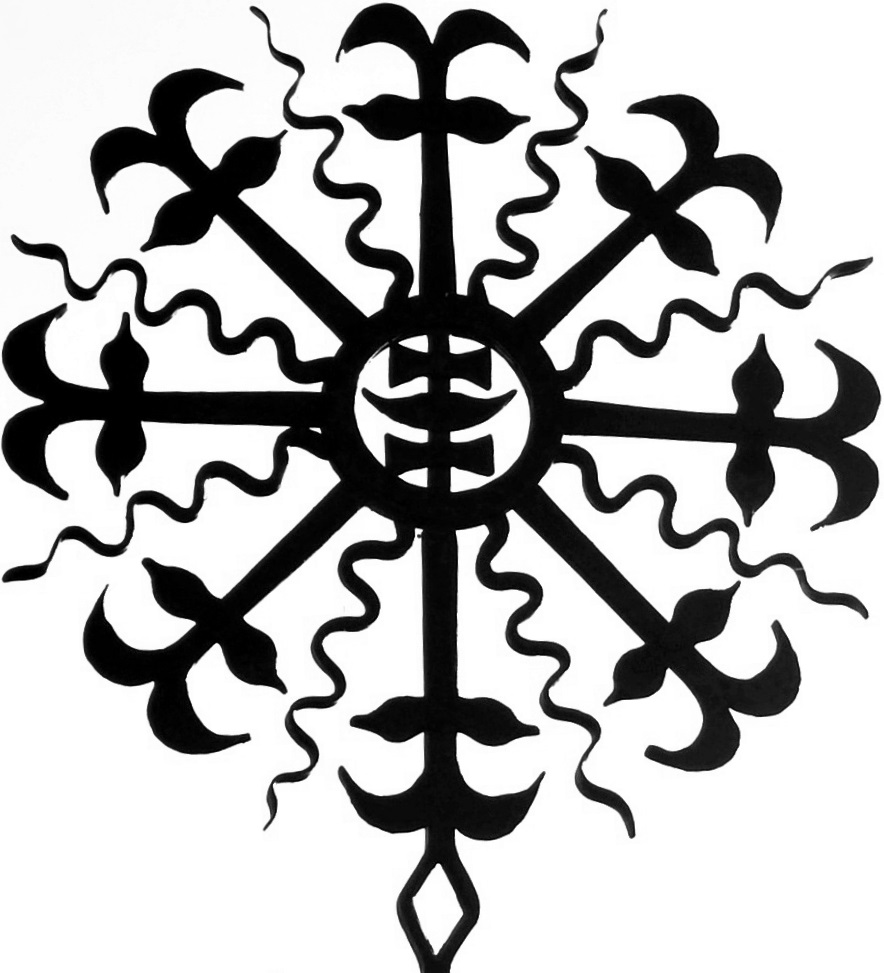
«Солнечный крест балтов»

Балтийское неоязычество — ряд новых религиозных (неоязыческих) движений среди балтийских народов (в первую очередь литовцев и латышей), которые ставят цель возрождения коренной религии балтов.

## История

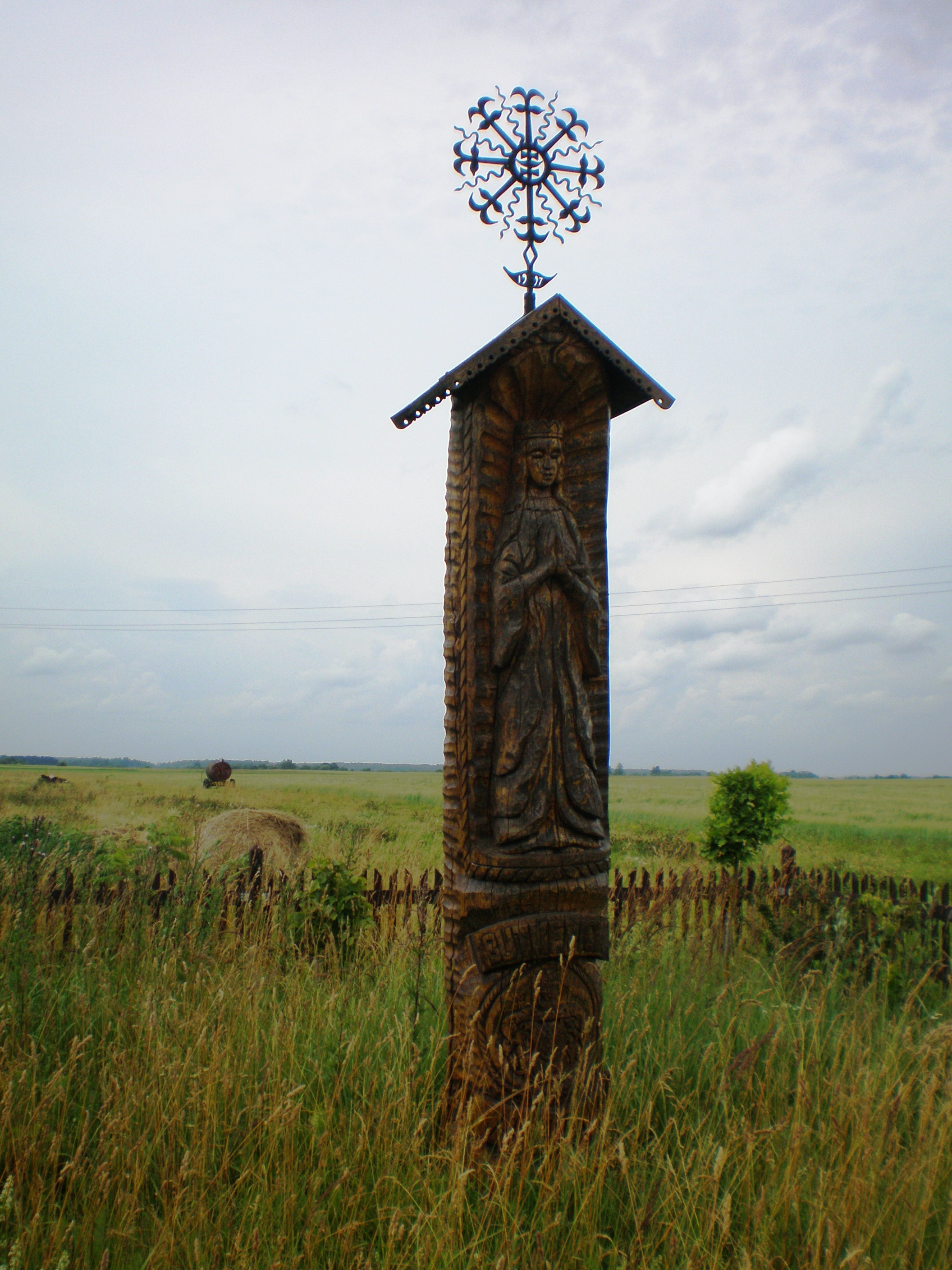
Памятник народного зодчества в Литве с балтийским крестом

Истоки движений уходят в XIX век. В Советском Союзе они были подавлены, но после его распада начали развиваться и приобретать всё большую известность как у себя на родине, так и среди прибалтийских экспатриантов, тесно связанных с экологистами Одним из первых идеологов возрождения был прусско-литовский поэт и философ Видунас.
В 2018 году во время посещения папой Римским Франциском стран Балтии члены движений «Диевтуриба» и «Ромува» направили ему совместное письмо, в котором они призвали его и других христиан «уважать наш собственный религиозный выбор и прекратить препятствовать нашим усилиям по достижению национального признания древней балтийской веры».

## Движения

### «Диевтуриба»

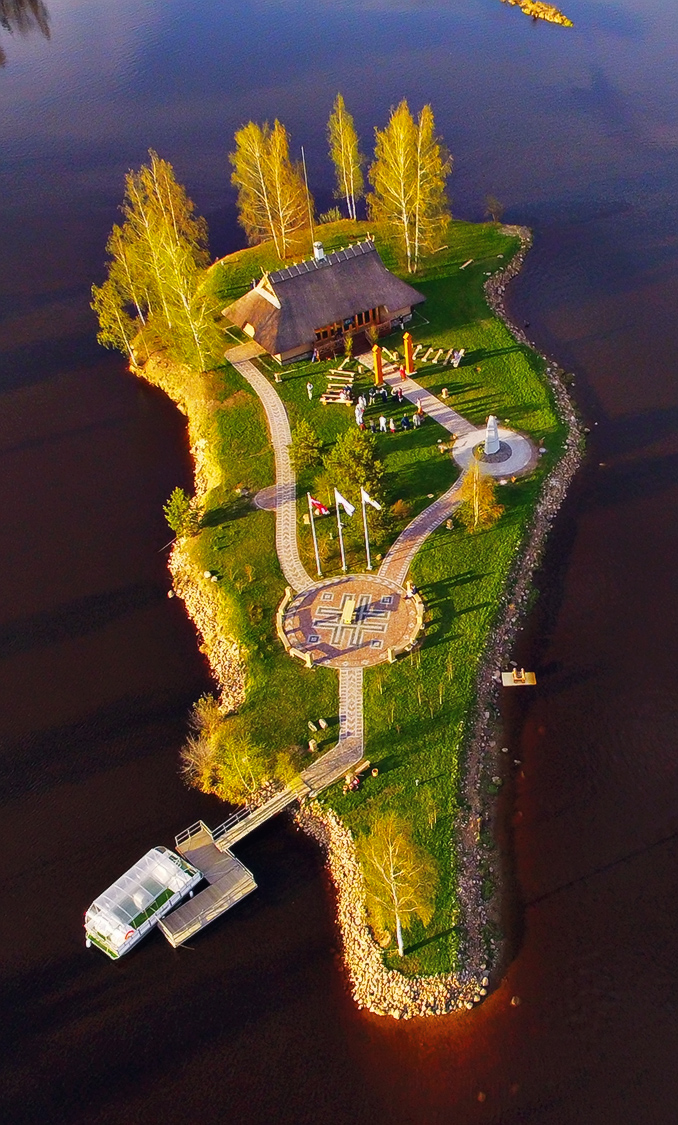
Локстенский храм диевтуров

«Диевтуриба» (латыш. Dievturība, от dievs «бог» и turēt «удерживать», «поддерживать»; буквально «Богопочитание») — латышское неоязыческое движение, популярное также среди канадцев и американцев латышского происхождения. Для этого движения характерен монистический богословский подход к балтийскому язычеству, рассматривающий всех богов и всю природу как выражение единого бога Диеваса. Распространено представление, что Диевас является одновременно и трансцендентным источником реальности, материально-энергетическим субстратом, и тем, что определяет Вселенную.
Движение было основано в 1920-х годах Эрнестом Брастиньшем, издавшим книгу «Возрождение латышской Диевтурибы». После присоединения Латвии к Советскому Союзу диевтуры были репрессированы, но движение продолжало действовать среди ссыльных. С 1990-х годов диевтуры возвращаются в Латвию и начинают возрождать движение. В 2011 году движение включало около 663 официальных членов. В 2017 году был открыт Локстенский храм диевтуров.

### «Ромува»

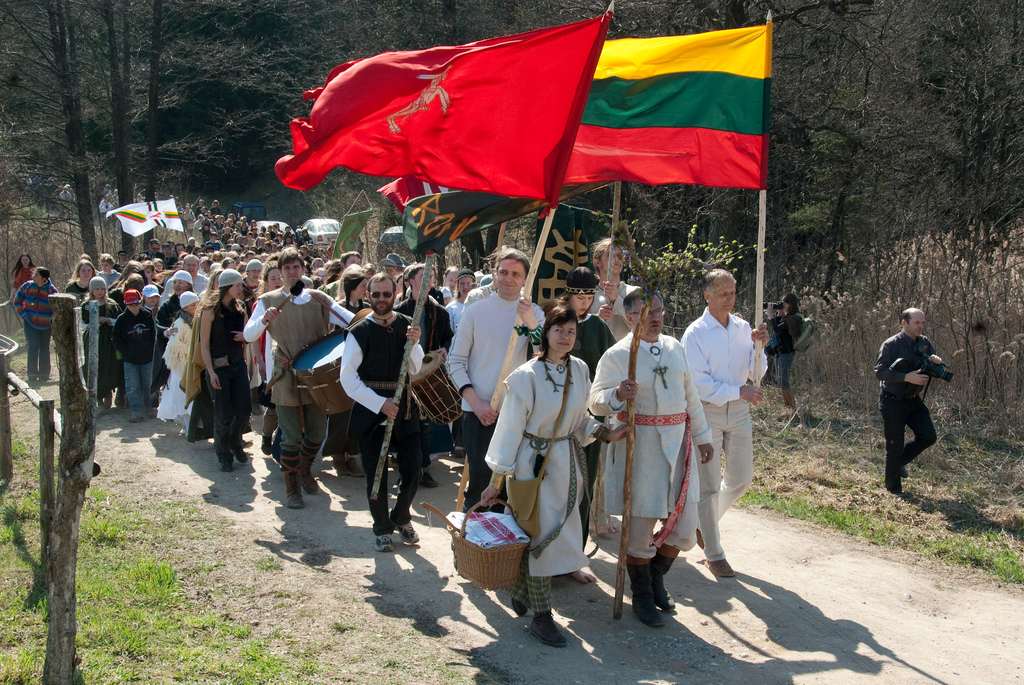
Шествие членов «Ромувы»

«Ромува» (лит. Romuva) — литовская неоязыческая организация, ставящая целью возрождение религиозных обычаев литовцев до их христианизации. Последователи утверждают, что продолжают жить балтийскими языческими традициями, которые сохранились в народном творчестве и обычаях.
«Ромува» в основном действует в Литве. Собрания её приверженцев проводятся также в Австралии, Канаде, США, Англии и Норвегии. Члены «Ромувы» рассматривают свою веру как предмет культурного достоинства, наряду с другими элементами балтийской традиционной культуры — искусством, фольклором, праздниками, музыкой, народными песнями дайнами, священными местами, а также экологической деятельностью.

### Другие
В 1995 году в Литве была образована группа реконструкционистов «Vilkatlakai», первоначально называвшаяся «Baltuva», и отличающаяся маскулинным видением балтийского язычества. В 2003 году возникло движение «Kurono», в которое вошли бывшие члены «Ромувы», недовольные её руководством, уделявшим большее внимание этнографическим исследованиям, а не теологии. «Kurono» также критиковало открытость «Ромувы» для СМИ и других посторонних лиц на религиозных мероприятиях.